# Orchestina golem
Espèce
Orchestina golem est une espèce d'araignées aranéomorphes de la famille des Oonopidae.

## Distribution
Cette espèce se rencontre en Équateur dans les provinces d'Orellana et de Napo, au Pérou dans la région de Madre de Dios et au Brésil en Acre,.

## Description
Le mâle holotype mesure 1,23 mm.

## Étymologie
Son nom d'espèce lui a été donné en référence au Golem.

## Publication originale
- Izquierdo & Ramírez, 2017 : Taxonomic revision of the jumping goblin spiders of the genus Orchestina Simon, 1882, in the Americas (Araneae: Oonopidae). Bulletin of the American Museum of Natural History, no 410, p. 1-362 (texte intégral).